# Мартель, Оскар
Оскар Мартель (фр. Oscar Martel; 1848, Л’Ассомпсьон — 1924, Чикаго) — канадский скрипач.
Получил начальное музыкальное образование под руководством деда, скрипача и скрипичного мастера. С 1865 года занимался в Монреале у Жюля Она, одновременно сам начав давать уроки. В 1869 году в течение нескольких месяцев брал уроки в Льеже у Дезире Хейнберга, получив диплом Льежской консерватории. Затем в 1875 году вновь вернулся в Европу для занятий у Дельфена Аляра, Анри Вьётана и Юбера Леонара. Наконец, в 1878—1879 гг. Мартель в третий раз жил и работал в Европе, на этот раз уже как скрипач в оркестре парижского Théâtre lyrique. После окончательного возвращения в Новый Свет он опубликовал серию статей о новейшем музыкальном искусстве и завоевал широкое признание канадской прессы в качестве солиста. В 1896 году начал преподавательскую карьеру, с 1905 г. преподавал в Чикаго. Умер в результате несчастного случая, отравившись из-за утечки бытового газа.
Падчерица Мартеля, Ортанс Ледюк, в начале 1880-х гг. была подающей надежды оперной певицей и, короткое время, второй женой другого крупного канадского скрипача, Франца Жеэна-Прюма.